# Фосс, Иоганн Генрих
Иоганн Генрих Фосс (нем. Johann Heinrich Voß; 20 февраля 1751, Зоммерсдорф, Мекленбург — 29 марта 1826, Гейдельберг) — немецкий поэт и переводчик, филолог-классик.
Учился в Гёттингенском университете в 1772—1776 годах. В 1782 году стал директором школы в Эйтине. С 1805 года профессор Гейдельбергского университета.
Основатель гёттингенской группы поэтов «Союз рощи» («Гёттингенская роща», 1772) — одного из ответвлений предромантического движения «Бури и натиска». Огромный успех на рубеже XVIII и XIX веков имели его сельские идиллии — одна из первых попыток примирить классицизм с романтизмом. Особенно славилась идиллия «Луиза» (1784, нов. ред. 1795), где обрисовывается во всех бытовых подробностях пасторская среда. Как отмечал ещё П. Кулиш, это произведение послужило основным источником мотивов и тем дебютного произведения Гоголя — поэмы «Ганс Кюхельгартен».
Фосс много переводил классических поэтов Древней Греции и Рима. Его переводы на немецкий язык гомеровских «Одиссеи» (1781) и «Илиады» (1793) имели большое культурное значение для Германии в частности и в целом Европы XVIII века. В гомеровском вопросе являлся унитарием.